# Psychologie dynamique
 (septembre 2008).
Si vous disposez d'ouvrages ou d'articles de référence ou si vous connaissez des sites web de qualité traitant du thème abordé ici, merci de compléter l'article en donnant les références utiles à sa vérifiabilité et en les liant à la section « Notes et références ».
À l’origine, la psychologie dynamique – emprunté au grec δ υ ν α μ ι κ ο ́ ς qui signifie « fort, puissant », dérivé de δύναμις, dynamis (« puissance », « force ») – désigne l’étude des modifications que subissent les phénomènes psychologiques quand la force des sujets est amenée à varier en intensité. 

## Historique
La psychologie dynamique comme étude des variations de force fut pratiquée dans la recherche expérimentale en psychologie, en Europe et aux États-Unis, des années 1850 aux années 1950 environ. À cette date, en passe d’acquérir bientôt son autonomie conceptuelle et institutionnelle, elle disparaît subitement[réf. nécessaire] de l’université (recherche expérimentale et enseignement supérieur), pour laisser la place au niveau international principalement à la psychologie cognitive et à la psychologie sociale. Le terme fut inventé par Gregory Zilboorg puis repris par Henri F. Ellenberger, et est souvent utilisé par des historiens, afin de retracer l'évolution dans le temps de pratiques cliniques. 
La psychologie dynamique a été pratiquée par une grande proportion des psychologues du monde entier, autour de 1900. Toutefois, ses plus illustres représentants sont peut-être William James aux États-Unis et parmi les chercheurs expérimentaux, Pierre Janet en France, lequel emploie le terme explicitement à partir des années 1920[réf. nécessaire]. Leurs travaux visent à préciser en quoi les degrés de force ou de fatigue caractérisent les actions concrètes et les phénomènes cognitifs (perception, croyance, volonté, raisonnement), et comment les oscillations de la force modifient tous ces éléments dans un sens prédictible. Particulièrement sensibles aux variations de la force, les émotions et les motivations apparaissent des éléments centraux de la « personnalité », entendue comme ensemble de nos dispositions à agir, à vouloir et à croire. Pour Pierre Janet, la psychologie expérimentale doit donc compléter les mesures physiologiques et cognitives (mentales) par un entretien biographique approfondi avec le sujet, qu’il nomme « analyse psychologique ». Cet entretien vise à déterminer – et comparer – les motivations personnelles du sujet, et le type d’actions qu’il mène habituellement dans sa vie quotidienne. 
En considérant des variations de force extrêmement décalées vers la fatigue, les lois de la psychologie dynamique ont trouvé une application toute naturelle dans le champ de la psychiatrie, dès le tournant du XXe siècle. De nombreux grands psychiatres des années 1950 et 1960 pratiquent encore la « psychiatrie dynamique », comme Henri Ey, Henri Baruk, ou Jean Delay. La « psychasthénie » – mot créé par Pierre Janet – désigne alors un affaiblissement du « Moi » donnant prise à différents symptômes évolutifs qu’il ne sert à rien de traiter isolément : c’est toute la personnalité qu’il faut aider. Dans les années 1970, la psychiatrie dynamique suit la voie de la psychologie dynamique, et disparaît à son tour des cabinets médicaux et des laboratoires, remplacée principalement par les médications psychotropes.

## La psychologie dynamique aujourd'hui
Sous sa forme fondatrice d’étude expérimentale des variations de force, la psychologie dynamique (et son champ psychiatrique) n’est donc plus pratiquée aujourd’hui par les chercheurs, ni en psychologie ni en médecine[réf. nécessaire]. Toutefois, le terme a connu une très large extension en dehors de la recherche, au sein de communautés psychothérapiques, et dans le domaine du « développement personnel » ou du « bien-être » actuellement en plein essor. À ce niveau, de très nombreuses approches se réclament aujourd’hui de la « psychologie dynamique » ou d’une thérapie « dynamique », ou plus généralement d’une approche « psychodynamique ». Ces nouvelles acceptions ne font plus référence aux variations de la force et de la fatigue du sujet auparavant étudiées dans la recherche, et possèdent maintenant plusieurs significations selon les écoles qui les utilisent.
Parmi les principales significations actuellement utilisées pour « psychologie dynamique » ou  « psychodynamique », on peut retenir :
- le fait que des énergies (parfois « forces ») de natures diverses, internes ou externes, orientent la vie du sujet, soit consciemment soit à son insu ;
- le fait que la séance ou la thérapie soit largement voire exclusivement basée sur la parole ;
- le fait que la séance ou la thérapie engage la participation active du patient ou du groupe ;
- le fait que la séance ou la thérapie théorise et utilise la ou les relations des personnes en présence, patient, groupe et thérapeute ;
- le fait que la séance ou la thérapie est centrée sur la « personnalité » ou certains de ses traits spécifiques ;
- le fait que la séance ou la thérapie vise particulièrement un « changement » de pensée ou de « comportement ».

Par un curieux renversement historique, certaines communautés de « psychologie dynamique » militent vigoureusement pour la reconnaissance d’une différence irréductible entre l’approche « dynamique » et l’approche expérimentale au laboratoire de recherche… là même où vers 1900 elle est apparue, a été définie et a conquis ses premiers savoirs publiés et validés. Cette « différence » ne porte donc pas sur l’épistémologie des deux pratiques, mais sur l’état tout actuel – de facto – des divergences d’approche entre le secteur privé et le secteur institutionnel, qui n’existaient pas il y a quelques décennies[réf. nécessaire]. Apparue et développée pendant un siècle comme pratique expérimentale des laboratoires, la psychologie dynamique présente tous les caractères épistémologiques d’une parfaite compatibilité avec la recherche publiée, critiquée et évaluée. On retiendra donc, toutefois, le bien-fondé de ces groupements à défendre la « psychologie dynamique » dans l’optique d’une pluralité et complémentarité des approches psychologiques, laquelle serait non seulement possible dans la recherche expérimentale aux côtés des psychologies cognitives et sociales, et de la psychiatrie médicalisée, mais probablement, en outre, très prometteuse.